# Посольство Індії в Україні
Посольство Індії в Києві — офіційне дипломатичне представництво Індії в Україні, відповідає за підтримку та розвиток відносин між Індією та Україною.

## Історія дипломатичних відносин
Індія визнала незалежність України 26 грудня 1991 року. 17 січня 1992 року було встановлено дипломатичні відносини між Україною та Індією.

## Посли Індії в Україні

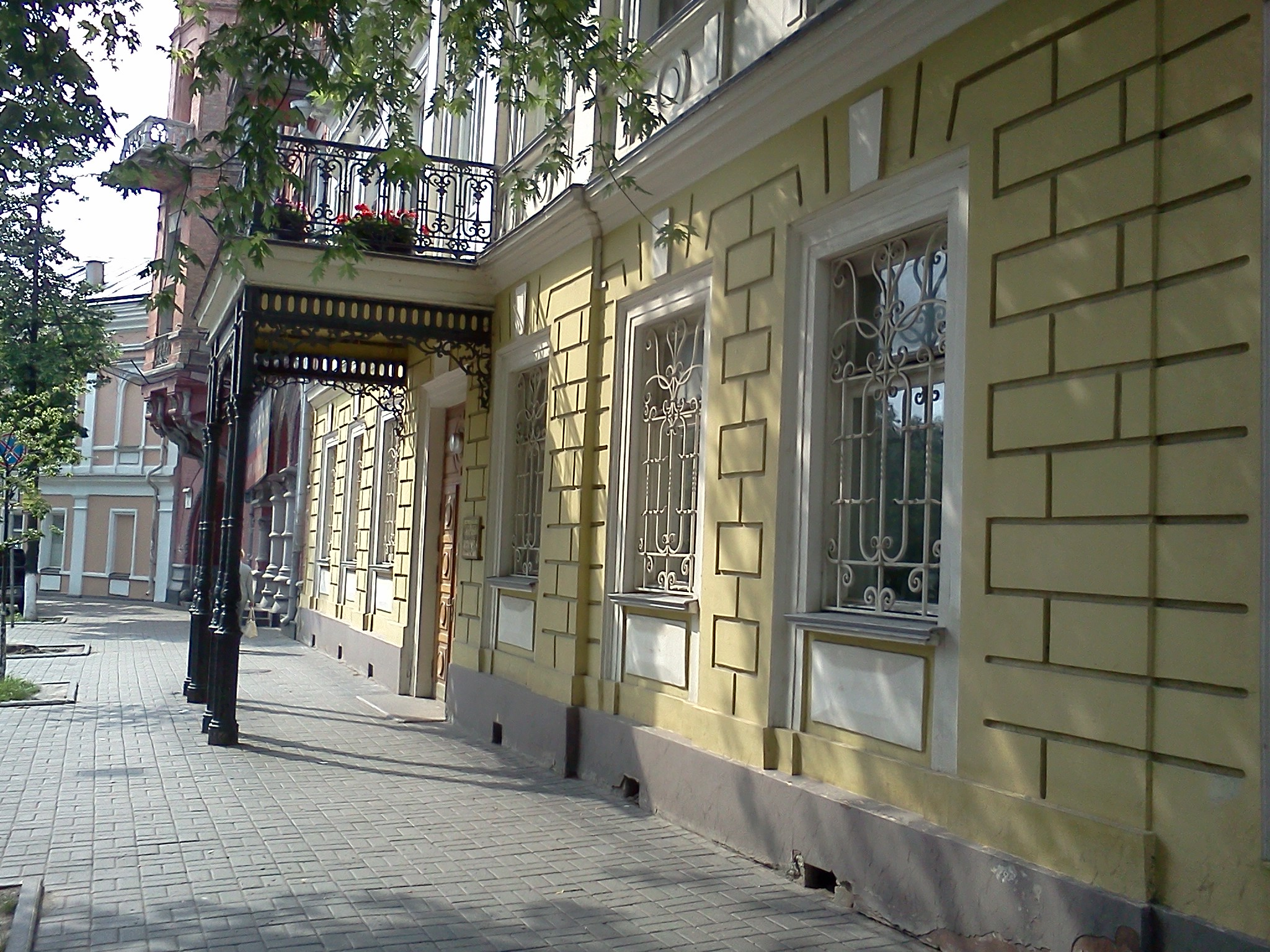
Резиденція Посла Індії в Києві (вул. Ярославів Вал, 3)

1. Деваре Судхір Тукарам (1992—1995)
2. Раджендра Раї Кумар (1995—1997)
3. Від'я Бхушант Соні (1997—2002)
4. Кіпген Шехкхолен (2002—2005)
5. Дебабрата Саха (2005—2009)
6. Джйоті Сваруп Панде (2010—2011)[2][3]
7. Раджив Кумар Чандер (2011—2016)[4][5]
8. Манодж Кумар Бхарті (2016—2018)
9. Партха Сатпатхі (2018—2022)[6]
10. Харш Кумар Джейн (2022-2024)[7]
11. Раві Шанкар (2024-)[8]

## Генеральні консули Індії в Одесі
1. Боджа Раджу (Boja Raju) (1962—)
2. Шаді Лала Бакші (Shadi Lala Bakshi) (1976—1977)
3. Дашан Сингх Хосла (Darshan Singh Khosla) (1977—)[9]
4. Анумул Гітеш Сарма (Anumula Gitesh Sarma) (1990—1992)
5. Панкадж Шарма (Pankaj Sharma) (1994—1997)